# عبد الله علي أحمد وافو
عبد الله علي أحمد وافو (توفي في 27 يوليو 2022) عضو في عشيرة بيمال كان جنرالًا وسياسيًا صوماليًا خدم في البرلمان الاتحادي الانتقالي الثامن في الصومال في العقد الأول من القرن الحادي والعشرين. أصبح وافو فيما بعد عمدة (مفوض المنطقة) لمدينة مركا الجنوبية في منطقة شبيلي السفلى، وهو المنصب الذي كان يشغله حتى اغتياله.
في 27 يوليو 2022، قُتل وافو عندما اقترب منه انتحاري من حركة الشباب وفجر نفسه بينما كان وافو يلقي خطابًا أمام مكتب إداري في مركا. كما قُتل حوالي عشرين شخصًا آخر، معظمهم من مستشاري وافاو وأفراد الأمن. تم استهداف وافو من قبل حركة الشباب بسبب دعمه لقوات حفظ السلام التابعة لبعثة الاتحاد الأفريقي في الصومال في شبيلي السفلى.